# Ділан Бейкер
Ділан Бейкер (англ. Dylan Baker; 7 жовтня 1959) — американський актор.

## Біографія
Ділан Бейкер народився 7 жовтня 1959 року в місті Сірак'юс, штат Нью-Йорк. Він почав свою акторську кар'єру в підлітковому віці, у регіональних театральних постановках. Навчався в Holy Cross Regional Catholic School, потім продовжував відвідувати школу Дарлінгтона, і закінчив Georgetown Preparatory School в 1976 році. Пізніше Бейкер навчався в коледжі Вільяма і Мері у Вірджинії і в Технологічному інституті Джорджії, а потім закінчив Southern Methodist University в 1980 році. Бейкер також здобув ступінь магістра в галузі образотворчого мистецтва в Школі драми Єльського університету.

## Особисте життя
З 1990 року одружений з Беккі Енн Бейкер, народилася дочка Вілла (1993).

## Фільмографія
- 1987 — Літаком, потягом та автомобілем / Planes, Trains and Automobiles
- 1992 — Любовний напій № 9 / Love Potion No. 9
- 1993 — Любити, шанувати і слухатися: Останнє подружжя мафії / Love, Honor & Obey: The Last Mafia Marriage
- 1994 — Убивства на радіо / Radioland Murders
- 1994 — Викриття / Disclosure
- 1999 — Смачна штучка / Simply Irresistible
- 2000 — Реквієм за мрією / Requiem for a Dream
- 2001 — Кравець з Панами / The Tailor of Panama
- 2001 — І прийшов павук / Along Came a Spider
- 2002 — На чужій смузі / Changing Lanes
- 2004 — Людина-павук 2 / Spider-Man 2
- 2005 — Матадор / The Matador
- 2007 — Людина-павук 3 / Spider-Man 3
- 2007 — Стерта реальність / When a Man Falls in the Forest
- 2008 — Життя спочатку / Revolutionary Road
- 2010 — Чемпіон / Secretariat
- 2013 — Телеведучий: Легенда продовжується / Anchorman 2: The Legend Continues
- 2014 — Сельма / Selma
- 2016 — Небезпечна гра Слоун / Miss Sloane
- 2017 — Мізогіністи / The Misogynists
- 2018 — Медовий місяць / Elizabeth Harvest
- 2019 — Звабливий, Поганий, Злий / Extremely Wicked, Shockingly Evil and Vile
- 2023 — Сценарій сну / Dream Scenario